# Gagarin (cráter)

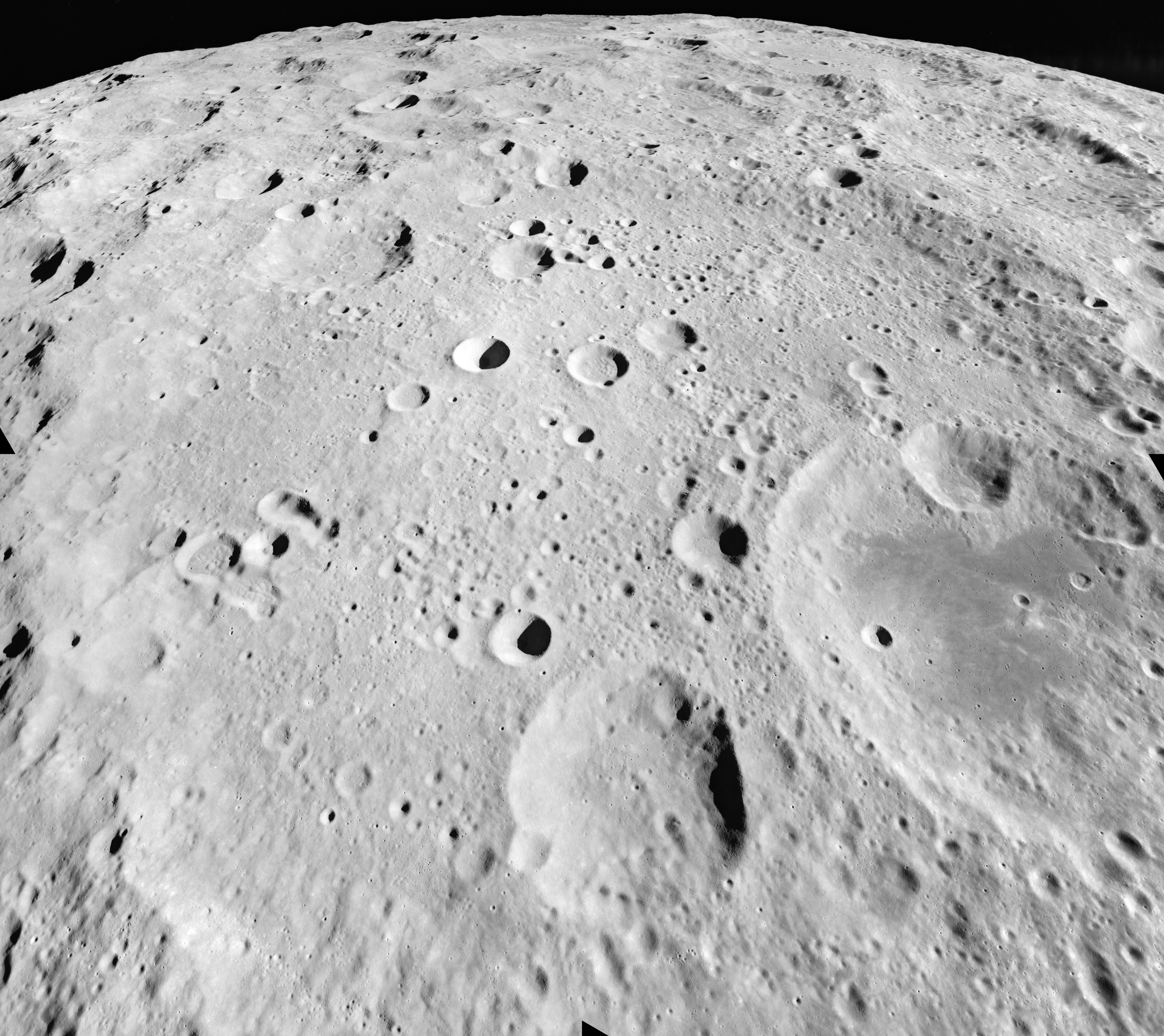
Vista oblicua con rumbo sur desde el Apolo 17

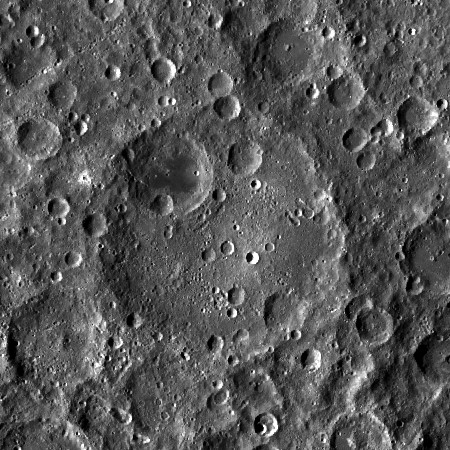
Fotografía de la misión LRO

Gagarin es un gran cráter de impacto que se encuentra en el hemisferio sur de la cara oculta de la Luna. Al suroeste se halla el cráter Pavlov y al noreste se encuentra Keeler. Más cerca del borde aparecen los cráteres Levi-Civita al suroeste, y Beijerinck hacia el norte-noreste. Isaev se encuentra en su totalidad dentro del contorno noroeste de Gagarin. En contraste con el suelo de Gagarin, Isaev tiene un piso con un albedo algo bajo. Isaev es el mayor de los seis cráteres que caen dentro del perímetro de Gagarin que han recibido el nombre de pioneros de la aviación y de la astronáutica rusa.
|  |

Este cráter ha sido fuertemente erosionado por una larga historia de impactos posteriores. El borde desgastado presenta el aspecto de una cresta baja, circular por el interior y con cierta forma de cuenco. El suelo interior está cubierto por una multitud de impactos de cráteres de distintas dimensiones. Poco o nada queda de una cresta central, si es que el cráter alguna vez dispuso de un elemento de este tipo.

## Cráteres satélite
Por convención estos elementos son identificados en los mapas lunares poniendo la letra en el lado del punto medio del cráter que está más cerca de Gagarin.
|         | \| Gagarin \| Coordenadas \| Diámetro \| \| ------- \| --------------------------------- \| -------- \| \| G \| 20°31′S 150°32′E / -20.51, 150.54 \| 14 km \| \| M \| 23°31′S 149°10′E / -23.51, 149.17 \| 18 km \| \| T \| 19°20′S 144°45′E / -19.33, 144.75 \| 26 km \| \| Z \| 15°19′S 149°36′E / -15.31, 149.60 \| 27 km \| |          |
| Gagarin | Coordenadas | Diámetro |
| G       | 20°31′S 150°32′E / -20.51, 150.54 | 14 km    |
| M       | 23°31′S 149°10′E / -23.51, 149.17 | 18 km    |
| T       | 19°20′S 144°45′E / -19.33, 144.75 | 26 km    |
| Z       | 15°19′S 149°36′E / -15.31, 149.60 | 27 km    |